# Municipio Roma XIV
El Municipio Roma XIV es una de los 15 subdivisiones administrativas en las que está dividida la ciudad de Roma. En 2017 su población era de 192 331 habitantes